# Billaea sibleyi
Billaea sibleyi är en tvåvingeart som först beskrevs av Reginald James West 1925.
Billaea sibleyi ingår i släktet Billaea och familjen parasitflugor. Artens utbredningsområde är New York. Inga underarter finns listade i Catalogue of Life.